# Karosti
La escritura karosti o arameoindio (Kharoṣṭhī) es un abugida o alfasilabario utilizado antiguamente en el sureste asiático (cultura de la región de Gandhara) para escribir los idiomas gāndhārī y sánscrito, entre los siglos III a. C. y III d. C. A través del comercio de la Ruta de la Seda, pudo sobrevivir en algunos puntos hasta el siglo VII. 
Sus caracteres están cifrados en el sistema unicode entre U+10A00 y U+10A5F. Se escribe de derecha a izquierda.

## Historia
La escritura karosti fue descifrada por James Prinsep (1799-1840) usando las monedas bilingües del Reino Indogriego (que tienen el anverso en griego, y el reverso en pali empleando karosti). Esto a su vez llevó a la lectura de los Edictos de Ashoka, algunos de los cuales fueron también escritos empleando la escritura karosti.
Los eruditos no están de acuerdo en cuanto a si la escritura karosti evolucionó gradualmente, o fue el trabajo deliberado de un solo inventor. Un análisis de las formas de escritura muestra una clara dependencia del alfabeto arameo, pero con modificaciones extensas para apoyar los sonidos encontrados en los lenguajes que emplean esta escritura. Un modelo es que el alfabeto arameo llegó con la conquista del Imperio Aqueménida del río Indo (Pakistán moderno) en el 500 aC y evolucionó durante los próximos 200 años, alcanzando su forma definitiva en el siglo III a. C., donde aparece en algunos de los Edictos de Ashoka encontrados en la parte noroeste de Asia del Sur. Sin embargo, todavía no se han encontrado formas intermedias para confirmar este modelo evolutivo, y las inscripciones de piedras y monedas a partir del siglo III a. C. muestran una forma unificada y estándar. Una inscripción en arameo que se remonta al siglo IV a. C. se encontró en Sirkap, testificando la presencia de la escritura aramea en el noroeste de la India en ese período. Según John Marshall, esto parece confirmar que el karosti se desarrolló más tarde a partir del arameo.
El estudio de la escritura karosti fue recientemente vigorizado por el descubrimiento de los textos budistas de Gandhara, un conjunto de manuscritos en corteza de abedul escritos en karosti, descubierto cerca de la ciudad afgana de Hadda, justo al oeste del paso Jáiber en el moderno Pakistán. Los manuscritos fueron donados a la Biblioteca Británica en 1994. Todo el conjunto de manuscritos están fechados en el siglo I d. C., convirtiéndolos en los manuscritos budistas más antiguos descubiertos.

## Unicode
| Kharoshthi Unicode.org chart — PDF |   |   |   |   |   |   |   |   |   |   |   |   |   |   |   |   |
|                                    | 0 | 1 | 2 | 3 | 4 | 5 | 6 | 7 | 8 | 9 | A | B | C | D | E | F |
| U+10A0x                            | 𐨀 | 𐨁  | 𐨂  | 𐨃  |   | 𐨅  | 𐨆  |   |   |   |   |   | 𐨌  | 𐨍  | 𐨎  | 𐨏  |
| U+10A1x                            | 𐨐 | 𐨑 | 𐨒 | 𐨓 |   | 𐨕 | 𐨖 | 𐨗 |   | 𐨙 | 𐨚 | 𐨛 | 𐨜 | 𐨝 | 𐨞 | 𐨟 |
| U+10A2x                            | 𐨠 | 𐨡 | 𐨢 | 𐨣 | 𐨤 | 𐨥 | 𐨦 | 𐨧 | 𐨨 | 𐨩 | 𐨪 | 𐨫 | 𐨬 | 𐨭 | 𐨮 | 𐨯 |
| U+10A3x                            | 𐨰 | 𐨱 | 𐨲 | 𐨳 |   |   |   |   | 𐨸  | 𐨹  | 𐨺  |   |   |   |   | 𐨿  |
| U+10A4x                            | 𐩀 | 𐩁 | 𐩂 | 𐩃 | 𐩄 | 𐩅 | 𐩆 | 𐩇 |   |   |   |   |   |   |   |   |
| U+10A5x                            | 𐩐 | 𐩑 | 𐩒 | 𐩓 | 𐩔 | 𐩕 | 𐩖 | 𐩗 | 𐩘 |   |   |   |   |   |   |   |